# Vavyan Fable
Vavyan Fable, nom de plume d'Éva Molnár, née le 20 mars 1956 à Budapest, est une écrivaine  hongroise. Initialement autrice de romans policiers teintés d'humour tant sur le plan situationnel que linguistique, elle élargit ensuite ensuite son registre aux farces, au style fantasy, . Elle jouit d'une très grande popularité en Hongrie.

## Biographie
Éva Molnár naît le 20 mars 1956 à Budapest. Après avoir épuisé les lectures des livres de la bibliothèque familiale, elle s'ennuie et commence donc à onze ans à écrire des histoires d'Améridiens, en se promettant de devenir écrivaine une fois adulte. Toutefois, elle échoue au concours de l'école normale qui aurait pu la préparer à ce métier, et se rabat sur des études d'infirmière, métier qu'elle exerce pour pouvoir vivre.
Elle ne désespère toutefois pas de parvenir à son but. À 30 ans passés, après de nombreux refus de la part des éditeurs, et alors qu'elle cumule les problèmes matériels et financiers, son premier roman,  est accepté en 1987, alors qu'elle a fêté ses 30 ans. Elle signe sous le pseudonyme Vavyan Fable, un anagramme de son nom d'épouse, Éva Bánfalvy.
Ce premier roman, A Halkirálynő és a kommandó [La Reine des Poissons et le commando] qui narre les aventures de la policière Denisa Wry, deviendra le premier tome d'une série consacrée à cette héroïne. En 1988, elle arrête son métier d'infirmière pour se consacrer à temps plein à l'écriture, et à 34 ans, elle a déjà publié dix livres. Par la suite, elle monte sa propre maison d'édition.
Outre ses séries policières (l'autre étant centrée autour d'un personnage secondaire de son premier roman, Vis Major), elle diversifie son style en écrivant à partir de 1989 avec Mesemaraton des romans qu'elle qualifie de burlesques, ainsi que des ouvrages de Fantasy et des nouvelles. : 

## Réception
Elle revendiquait en 2007, sur son site d'édition de 3 à 3,5 millions d'exemplaires vendus.
Le magazine Libri la qualifie de « reine non couronnée de la littérature de divertissement »
Ses romans n'ont pas été traduits.